# McCaskill
McCaskill è un comune degli Stati Uniti d'America, situato in Arkansas, nella contea di Hempstead.